# 믄타와이 제도

믄타와이 제도(인도네시아어: Kepulauan Mentawai, 영어: Mentawai Islands)는 수마트라섬 서쪽에 늘어선 70여개의 섬과 암초로 이루어진 열도이다. 가장 큰 섬은 시베루트섬(4,030 km2)이고, 이 외에 시푸라섬과 파가이우타라섬(북파가이섬), 파가이슬라탄섬(남파가이섬) 등으로 이루어져 있다. 믄타와이 제도는 믄타와이 해협을 사이에 두고 수마트라섬을 따라 150 km가량 뻗어있다. 토착 주민들은 믄타와이인으로 불린다. 서핑를 즐기는 사람들이 찾는 장소로 유명하다.

## 역사
믄타와이 제도는 최종 빙하기가 끝날 무렵 해수면의 상승으로 수마트라섬에서 분리되었다. 문타와이인들은 대략 기원전 2000년전에서부터 기원전 5백년전까지의 시기에 들어와, 북쪽의 시베룻섬을 시작으로 남쪽의 파가이슬라탄섬까지 정착한 것으로 추정된다. 이들의 문화와 관습을 조사한 크립스의 보고서에 따르면 믄타와이인들은 인근 수마트라섬에서 이주해 온 것으로 보인다.

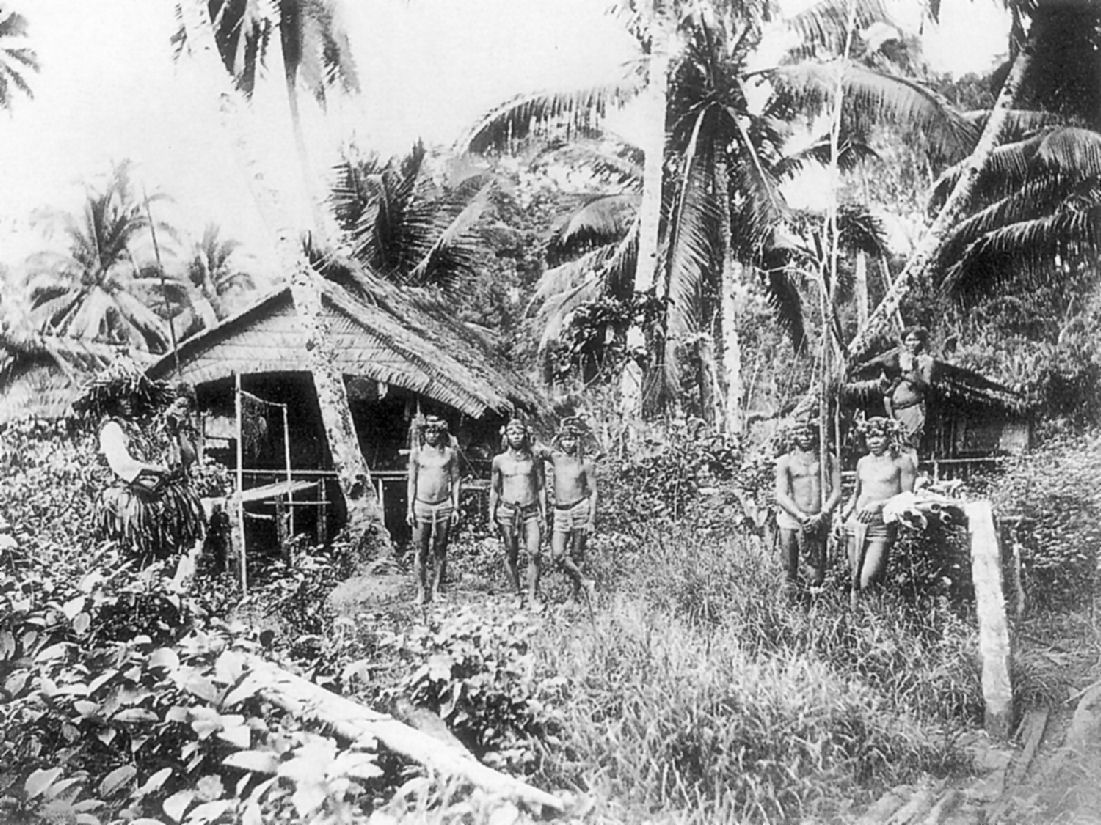
믄타와이 제도. 1895년 촬영.

17세기 초 포르투갈 사람들이 믄타와이섬을 방문하였으며 1606년 지도에 민타온으로 기록하였다. 1792년 영국 동인도회사의 직원이었던 존 크립스가 파가이섬을 방문하여 믄타와이인들에 대한 조사를 하였고, 1799년 보고서를 출간하였다. 이 보고서는 서구에 최초로 믄타와이인들을 알린 책이다. 1864년 7월 10일 네덜란드 동인도 회사는 믄타와이 제도에 대한 지배를 공식화하였다. 이는 1824년 영국-네덜란드 조약과는 별개의 일이었다. 1901년 독일 왕립 선교회가 네덜란드의 식민지배가 미치는 지역이란 점을 무시한 채 파가이우라타섬에 근거지를 마련하려다 살해되었다. 게다가 1915년까지도 개종자가 나오지 않자 독일의 선교 사업은 중단되었다.

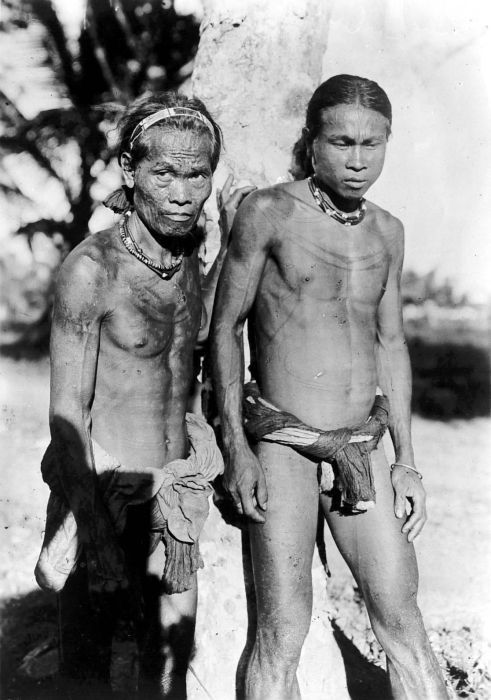
믄타와이인 1930년 촬영.

인도네시아가 독립한 후 이탈리아의 로마 가톨릭교회 선교사가 믄타와이 제도에 들어왔다. 한편, 인도네시아 정부는 개발을 명분으로 우마(uma)라 불리던 씨족 집단들을 이주시켰다. 이 때문에 서로 다른 특징을 갖고 있던 씨족집단들이 섞여 살게 되었다. 1980년대 후반에 들어 문화 관광이 시작되었고 1990년대 중반 오스트레일리아의 서핑 선수들이 세계적인 파도를 발견하면서 서핑의 명소로 각광받게 되었다.
1970년 인도네시아 정부의 허가로 시부렛섬에서 대규모 벌목 사업이 진행되기도 하였으나, 1993년 섬의 절반 이상이 국립공원으로 지정되면서 중단되었다. 2001년 500 km2정도의 삼림에 대해 벌목 허가가 재개되어 벌목 사업이 이루어지고 있다.